# Jurandir de Freitas
Jurandir de Freitas (Marília, 12 de novembro de 1940 — São Paulo, 6 de março de 1996) foi um futebolista brasileiro que atuou como zagueiro.

## Carreira
Começou a carreira defendendo o Corinthians de Marília. Teve uma breve passagem pelo Corinthians em 1961, quando atuou em apenas dois amistosos, e pelo São Bento de Marília, quando chegou a ser convocado para uma seleção brasileira formada apenas por jogadores da segunda divisão para o Campeonato Sul-Americano das Divisões de Acesso. O zagueiro foi reserva na campanha.
Após o título da seleção brasileira, o São Paulo divulgou interesse em Jurandir, alegando que não era a primeira vez, portanto tinha prioridade na contratação. O Juventus também tinha feito proposta ao São Bento para adquirir o passe do jogador. O São Paulo fechou a contratação em 13 de fevereiro de 1962, pagando três milhões de cruzeiros pelo passe.
Pelo Tricolor, disputaria 418 partidas, deixando o clube em 31 de julho de 1972, após conquistar dois títulos paulistas, em 1970 e 1971.
Antes de encerrar a carreira, passou ainda pelo Comercial, de Campo Grande.
Foi campeão mundial em 1962 pela Seleção Brasileira. Era um jogador grande e ágil. Tinha uma elasticidade parecida com a dos grandalhões do basquete norte-americano. Marcou época no São Paulo tanto como quarto-zagueiro (formando dupla com Bellini) e como zagueiro central (ao lado de Roberto Dias). Na Seleção Brasileira atuou nessas duas posições. Gostava de dar entrevistas provocando adversários, o que o fazia bastante procurado pelos repórteres. Orgulhava-se por jamais ter faltado ou chegado atrasado a um treino.
Jurandir de Freitas foi candidato a deputado estadual em 1986, pelo Partido Comunista Brasileiro (PCB), o antigo Partidão.

## Títulos
São Paulo
- Campeonato Paulista: 1970 e 1971[8]

Seleção Brasileira
- Copa do Mundo: 1962